# یوان اندویه-بروار
یوان اندویه-بروار (فرانسوی: Yohann Ndoye-Brouard‎؛ زادهٔ ۲۹ نوامبر ۲۰۰۰) شناگر اهل فرانسه است.
وی در مسابقات کشوری و بین‌المللی در مجموع برندهٔ ۱ مدال طلا، ۳ مدال نقره، ۳ مدال برنز شده است.